# Iris shot
Un iris shot és una tècnica emprada durant l'època de cinema mut. Es tractava d'un cercle negre utilitzat a l'hora de donar importància a un objecte o a un personatge dins el pla. Aquest recurs fou molt emprat durant el cinema mut, ja que aleshores la càmera era molt estàtica i els primers plans o els plans detalls eren poc comuns. L'iris shot doncs, era una manera de fer que l'espectador s'adonés d'elements del pla sense que el director hagués de moure la càmera per emprar un pla nou. Arrel del cinema mut, moltes pel·lícules posteriors van utilitzar aquest recurs. Hi ha dos tipus d'iris shot depenent de l'ús que se'n faci: l'iris out i l'iris in.

## Inicis
L'iris shot es va començar a utilitzar en el cinema mut en un començament per coregir l'halo de llum que es veia en els films producte del film ortocromàtic (pel·lícules amb una emulsió fotgràfica sensibles a la llum vermella). Tot i que en un principi el seu ús provenia per modificar un error tècnic, molts films el van utilitzar com un recurs expressiu més. D'alguna manera, l'iris shot va ser el precursor del zoom in i del zoom out trenta anys abans de la invenció de les lens de zoom, ja que la intenció del seu ús era la de modificar la composició i la expressivitat de la imatge estàtica.
L'iris shot té a més un principi biològic bàsic. Com un iris humà, que es regula segons la quantitat de llum que hi ha i que fa que el sobjectes es vegin amb menys resolució a mesura que hi ha menys llum, l'iris shot també es va utilitzar com un recurs per emmascarar els problemes de resolució del material fílmic. A més, no només tenia una finalitat que es pot comparar amb un principi biològic sinó que també es pot comparar amb un principi psicològic, ja que els iris shot pretenien que el subconscient de l'espectador pogués fer un dibuix de la personalitat o de l'estat del personatge ensenyant una imatge individual d'aquest últim. El subconscient de l'espectador retenia aquella imatge per poder fer-se una idea dels sentiments d'un personatge.

## Iris out
L'iris out s'utilitza per finalitzar una escena. En la pantalla, es veu com aquesta es va tornant fosca començant des de les vores, la pantalla es va tornat negre a mesura que el cercle es va fent més petit. Arriba un punt en què aquest cercle es concentra en un punt de la pantalla (a vegades acaba al centre de la pantalla). Quan això passa, el cercle normalment configura al voltant d'un objecte o una persona. En les animacions, quan l'iris es posa sobre un personatge, s'empra per trencar amb la quarta paret i amb la transparència de la narració. Aquest recurs permet que el personatge es prengui una pausa per deixar anar una línia o un comentari final per generar la comicitat pròpia de les animacions. En alguns programes, a més, s'usa l'iris out en comptes de les transicions a negre a fi de mostrar el punt de vista del personatge quan aquest està a punt de desmaiar-se o s'està marejant. En alguns casos aquest iris out permet que els personatges puguin interactuar amb l'audiència. Normalment el personatge pot intentar escapar de l'iris quan aquest es tanca o agafar l'iris per intentar aturar-lo a fi de poder acabar el seu monòleg abans que l'escena s'acabi.
L'iris out, però, no té per què ser circular. Si l'escena acaba amb una història d'amor, l'iris out pot prendre la forma d'un cor.

## Iris in
L'iris in s'utilitza al començament d'una escena, normalment qua prèviament hi ha hagut un iris out.

## Scorsese i l'iris shot
Són varis els cineastes que fan servir l'iris shot com a homenatge al cinema mut. Martin Scorsese és un d'ells. La seva fascinació per l'estil i l'estètica del cinema mut es veu plasmat en alguna de les seves pel·lícules com per exemple en la seva inclinació per tintar els seus plans, però sobretot per l'ús de l'iris shot. L'iris és un recurs que funciona a la perfecció en la seva manera direccional de dirigir els seus films. Scorsese ens està recordant constantment de qui és el centre del pla i a qui vol que l'espectador centri tota la seva atenció. Scorsese no és d'aquells directors que no gosa obstruir l'escena filmant a una distància prudencial dels seus subjectes sinó que prefereix penetrar directament en l'escena i prendre-hi part. Aquesta aposta per introduir-se dins el pla d'Scorsese fa que l'espectador es vegi forçat a veure allò que Scorsese vol donar més rellevància. Amb l'iris shot és un recurs que permet això, ja que la mirada de l'audiència es veu atrapada. Tot i ser un recurs molt pràctic també pot trencar amb la transparència i per això Scorsese prefereix usar-lo amb moderació. Per exemple, en els seus films L'edat de la inocència i Hugo el cercle és semitransparent i en el seu film Casino el que hi ha al voltant del cercle és color sépia en comptes de color negre. Fou només en el seu film Històries de Nova York que Scorsese prengué ple partit d'aquest recurs com a leitmotiv de l'obra convertint l'iris en un motiu visual recorrent.